# 地嗜皮菌目
地嗜皮菌目（学名：Geodermatophilales）為放线菌门的一目细菌。此目细菌的模式属为地嗜皮菌属(Geodermatophilus)。

## 属
- Antricoccaceae Nouioui et al., 2018
- 地嗜皮菌科 Geodermatophilaceae Normand, 2006